# Corvina
Corvina (рус. Ворон) — венгерская музыкальная группа, активная в 70-е годы XX века. В 1972 году группа заняла 3-е место на национальном телефестивале «Táncdalfesztivál». В 1974 году команда представляла Венгрию на Международном Фестивале Песни в Сопоте и заняла там 5-е место.

## История группы
Предыстория группы «Corvina» началась в 1966 году, когда бас-гитарист Шандор Ромвальтер (Romwalter Sándor) создал оркестр «Rangers». В составе этого коллектива оказались второй бас-гитарист Режё Шолтес (Soltész Rezső), его брат флейтист Габор Шолтес (Soltész Gábor), органист Тибор Томка (Tomka Tibor), барабанщик Петер Медьери (Megyeri Péter) и вокалистка Юдит Надь (Nagy Judith). Они выступали в различных клубах и парках, однако это было скорее развлечением или совместным творчеством, чем началом профессиональной карьеры. В 1967 году к их команде присоединился гитарист Габор Новаи (Novai Gábor), а вокалистку Юдит Надь сменила Жужа Черхати. В 1968 году группа приняла участие в конкурсе талантов «Ki mit tud?» и заняла 2-е место среди музыкальных коллективов после «Hungária». Весной 1969 года Rangers сделали попытку пробиться на национальный конкурс Táncdalfesztivál, однако не смогли пройти отбор и выбыли в самом начале, так и не попав на телевидение. В результате оркестр начал распадаться, участники один за другим покидали его. В конце лета группу покинул Петерь Медьери, и на его место пришёл Петер Фоньоди (Fonyódi Péter), ранее игравший в группе Memphis. Затем осенью Габор Новаи перешёл в группу Generál, а 31 декабря 1969 года, окончательно потеряв веру в успех, из группы вышел её основатель Шандор Ромвальтер.
Однако Режё Шолтес, его брат Габор и Петер Фоньоди попытались спасти команду. В тот же день 31 декабря 1969 года к ним присоединился соло-гитарист Ференц Сигети (Szigeti Ferenc), а спустя пару недель они нашли нового клавишника Жольта Макаи (Makay Zsolt). Группа получила второе рождение, и было решено дать ей новое имя. Выбор участников пал на «Corvina» («Ворон») в честь венгерского короля XV века Матьяша I, на гербе которого был изображён ворон (по латыни Corvus), и во время правления которого венгерское королевство достигло пика своего могущества. Однако в коммунистической Венгрии носить фамилию «Корвин» было примерно так же идеологически некорректно, как в СССР носить фамилию «Романовы». Поэтому участники группы публично утверждали, что взяли это название не в честь короля Матьяша, а в честь построенной им огромной библиотеки Corviniana, которая в Средние века уступала по размерам только библиотеке Ватикана.
В 1970 году их композиция «Tizedes elvtárs» («Товарищ капрал») попала в венгерские хит-парады и была № 8 в итоговом годовом Slágerlistá'70. В 1972 году «Corvina» приняла участие в очередном Táncdalfesztivál и заняла там 3-е место с хитом «Egy viharos éjszakán» («Бурная ночь»), который был № 5 в Slágerlistá'72. Их заметили и пригласили совершить концертный тур по соседним социалистическим странам. На следующий год группа исполнила песню «A Nap és a Hold» («Солнце и Луна») на радиоконкурсе «Tessék választani!», а их композиция «Énekelj kisleány» («Спой, малышка!») была № 8 в Slágerlistá'73. В 1974 году «Corvina» выпустила дебютный альбом, который по итогам года был № 5. В начале года группа также приняла участие в радиоконкурсе «Made in Hungary» с песней «Régi utcán» («Старая улица»), а затем летом — в Музыкальном Фестивале в Сопоте, где заняла 5-е место. Так шаг за шагом «Корвине» удалось добиться известности и признания публики. На следующий год в Венгрии вышел их второй альбом «Utak előtt» («Перед дорогой»), который был № 7 в годовом Slágerlistá'75, а в Чехословакии был выпущен их англоязычный альбом «Corvina», за которым последовали новые гастроли по странам Восточной Европы.
В 1977 году вышел их третий номерной альбом «CCC», на обложке которого было написано разъяснение: «Первая C — это Corvina, вторая C означает третий альбом (если называть альбомы в алфавитном порядке: A, B, C…), а третья C — в честь столетия (centarium) современной звукозаписи (в 1877 году Томас Эдисон изобрёл фонограф). Три C вместе означают: Наслаждайтесь!» Также в 1977 году «Corvina» приняла участие в телефестивале «Metronóm» с композицией «Álmaidban» («В грёзах»), с которой попала в финальную часть конкурса (1/8 финала) и получила приз зрительских симпатий. Однако к тому времени у участников уже пропало желание работать совместно. Soltész Gábor покинул команду и ушёл в «Tolcsvayék és a Trió», и на его место в «Корвину» пришёл флейтист Янош Кедье (Kegye János), ранее сотрудничавший с группой «Kati és a kerek perec». А спустя ещё год группа распалась окончательно. Петер Фоньоди ушёл в группу «Pastoral», Ференц Сигети основал свою собственную рок-группу Karthago, Янош Кедье начал сотрудничать с «Piramis», а Режё Шолтес сначала ненадолго перешёл в «Oxigén», а затем начал сольную карьеру.
Основу репертуара «Corvina» составляли рок-баллады, включавшие элементы фолк, кантри и поп-музыки. Большинство песен группы обильно сдобрены соло флейты, на первых двух альбомах в некоторых композициях слышны резкие соло-пассажи гитары Фэрэнца Сигети, но общее звучание достаточно бедное и сохраняет все черты любительского коллектива. Наиболее профессиональным признаётся второй альбом группы, среди треков которого особенно обращает на себя внимание грустная поп-композиция «Ha Visszavárod» («Если ты вернёшься»). Постепенно под влиянием распространения стиля «диско» музыка «Corvina» становится всё более танцевальной, что можно явно заметить по их третьему альбому. Этот процесс продолжился в сольном творчестве Режё Шолтеса, который в 80-х годах выпустил около десяти сольных альбомов в стиле диско, первым из которых был «Kodex Corvina» (1980), и был признан музыкальным обозрением Pop-Meccs лучшим вокалистом Венгрии в 1981—1982 годах.

## Дискография
- I. (Pepita — SLPX — 17458, 1974)
- Соrvina (OPUS — 9116 0445, 1975) издан в Чехословакии[3]
- Utak előtt, utak után (Pepita — SLPX 17485, 1975)
- C. C. C. (Pepita — SLPX 17530, 1977)
- Aranyalbum (сборник, 1989)